# Коэн-Таннуджи, Клод
Клод Коэн-Таннуджи́ (фр. Claude Cohen-Tannoudji; род. 1 апреля 1933, Константина, Алжир) — французский физик, лауреат Нобелевской премии по физике за 1997 год, совместно со Стивеном Чу и Уильямом Филлипсом «за создание методов охлаждения и улавливания атомов лазерным лучом».

## Биография
Коэн-Таннуджи происходит из еврейской семьи, проживавшей в Алжире с XVI века (с 1870 года — подданные Франции). С 1953 по 1957 год изучал в Высшей нормальной школе сперва математику, затем физику, после того, как посетил лекции нобелевского лауреата Альфреда Кастлера. В 1957 году он получил диплом, после чего прослужил в армии 28 месяцев (несколько больший срок, чем обычно, по причине войны в Алжире). С 1960 года работал в государственном научном исследовательском центре Centre National de la Recherche Scientifique (CNRS). После 1962 года преподавал на факультете естественных наук в университете Парижа и впоследствии в университете Пьера и Марии Кюри, наследнике факультета естественных наук. В 1973 году стал профессором Коллеж де Франс и членом правления Колледжа ядерной и молекулярной физики.

## Достижения
Двухтомная монография «Méchanique Quantique», вышедшая в 1977 году и написанная Коэном-Таннуджи совместно с Бернаром Дью и Франком Лалоэ, и сегодня является образцовым учебником по квантовой механике.
Совместно с американцами Стивеном Чу и Уильямом Филлипсом Коэн-Таннуджи разработал метод охлаждения атомов при распространении пучка атомов вдоль переменного магнитного поля. При этом атомный пучок тормозится, и атомы улавливаются в ловушку. Этот метод применяется при конструировании прецизионных атомных часов, также его применяют при точном позиционировании и в космической навигации.

## Общественная деятельность
В 2016 году подписал письмо с призывом к Greenpeace, Организации Объединённых Наций и правительствам всего мира прекратить борьбу с генетически модифицированными организмами (ГМО).

## Награды
- Серебряная медаль Национального центра научных исследований (1964)
- Премия Юлия Эдгара Лилиенфельда (1992)
- Премия Таунса (1993)
- Медаль Маттеуччи (1994)
- Премия Харви (1996)
- Золотая медаль Национального центра научных исследований (1996)
- Премия в области квантовой электроники и оптики (1996)
- Нобелевская премия по физике (1997)
- Шрёдингеровская лекция (Имперский колледж Лондона) (1999)
- Золотая медаль Высшего совета по научным исследованиям (2005).

## Публикации
- Cohen-Tannoudji C., Diu B., Laloë F. Mécanique quantique, vol. I et II. — Paris: Collection Enseignement des sciences, 1973. — ISBN 2-7056-5733-9 (английский перевод: ISBN 0-471-16433-X, русский перевод: ISBN 978-5-9710-1471-3, ISBN 978-5-453-00077-7)